# Kéry Gyula (színművész)
Kéry Gyula (Szentmárton, 1920. április 25. – Budapest, 2002. június 10.) magyar színész.

## Pályafutása
Miután elvégezte az Országos Színészegyesület színiiskoláját, 1942-ben a Madách Színház tagja lett. 1945-ben a Művész Színházhoz került, majd 1946-tól a Mafilm (Magyar Filmgyártó Vállalat), 1949-től a Vidám Színház, 1951-től 1953-ig az Állami Faluszínház foglalkoztatta, ezután szabadfoglalkozású művész volt. 1956-tól a Magyar Rádió társulatának művésze volt, 1962-ben a Madách Színház tagja lett. Főként karakterszerepekben láthatta a közönség.

## Fontosabb színházi szerepei
- M. Oblongue (Szerb Antal: Ex)
- Anzelm (Molière: A fösvény)
- Márki (Molière: A versailles-i rögtönzés - Tartuffe)
- Alabárdos (Marin Držić: Dundo Maroje) (Szentendrei Teátrum)
- Honnecourt (Szabó Magda: Béla király)
- Villard de Honnecourt (Szabó Magda: A meráni fiú)
- Idősebb Hoffer József, a Kismester utcai ház látogatója (Szabó Magda: Régimódi történet)
- Peidl titkosrendőr (Szabó Magda: Szent Bertalan nappala)
- Poltáry (Mikszáth Kálmán: A Noszty fiú esete Tóth Marival)
- Hawthorne bíró (Arthur Miller: A salemi boszorkányok)
- Darnai főispán (Csiky Gergely - Szakonyi Károly: Mukányi) (Szentendrei Teátrum)
- Öreg tanácsnok (Edward Bond: Lear)
- Perneszi (Szomory Dezső: II. Lajos király)
- Sheriff (Friedrich Schiller: Stuart Mária)
- Orvos (Moldova György: Malom a pokolban)
- Orvos (Háy Gyula: Isten, császár, paraszt)
- Lifsitz háztulajdonos (Tolcsvay László - Müller Péter - Bródy János: Doctor Herz)
- Földrajztanár (Molnár Ferenc: A doktor úr)
- Első úr (Molnár Ferenc: Az ördög)
- Félix  (Molnár Ferenc: Egy, kettő, három)
- Rendőrorvos (Molnár Ferenc: Az üvegcipő)
- Bíró (Joshua Sobol: Gettó)
- Főnök (Colin Higgins: Maude és Harold)
- Bíró (Herman Wouk: Zendülés a Caine hajón) (Örkény István Színház)
- Közreműködő (Madách Imre: Az ember tragédiája)
- 1. beteg (Müller Péter: Lugosi - A vámpír árnyéka)
- Brach (inas) (Németh László: Széchenyi)

## Színházi felvételek
- Szentivánéji álom (ff., színházi felvétel, 1967)
- Lila akác (ff., magyar színházi felvétel, 1969)
- A hattyú (ff., magyar színházi felvétel, 1974)
- A versailles-i rögtönzés - Tartuffe (magyar színházi közvetítés, 1978)
- Dundo Maroje (színes, magyar színházi felvétel, 1979)
- A doktor úr (magyar színházi felvétel, 1980)
- Szabó Magda: A meráni fiú (ff., magyar színházi felvétel, 1980)
- Shakespeare: Sok hűhó semmiért (ff., magyar színházi közvetítés, 1981)
- Csiky Gergely-Szakonyi Károly: Mukányi (színes, magyar színházi felvétel, 1982)
- Régimódi történet (ff., magyar színházi felvétel, 1982)
- Dr. Herz (színes, magyar színházi felvétel, 1990)
- Stuart Mária (színes, magyar színházi felvétel, 1995)

## Filmes és televíziós szerepei

### Játékfilmek
- Szerelem csütörtök (1959)
- A gyilkos a házban van (1970) – Esküvői vendég I.
- A halhatatlan légiós, akit csak péhovárdnak hívtak (színes, 1970) – Író / Légiós I.
- Emberrablás magyar módra (1972)
- Ki van a tojásban? (1974)
- Fedőneve: Lukács (1977) – Móricz
- Napló gyermekeimnek (1982)[1]
- Soha, sehol, senkinek! (1988)
- Az én XX. századom (1989) – Ékszerész

### Tévéfilmek, televíziós sorozatok
| - Brávó emberke! (1959) – Rendőrőrmester - Menekülés a börtönbe (1961) – Ápoló I. - Lopott boldogság (1962) - A hírlapíró és a halál (1963) - Princ, a katona (tévésorozat, 1966) (3. részben) - Törékeny boldogság (fekete-fehér, 1966) - Egy, kettő, három (1967) - Elméletileg kifogástalan házasság (1968) - Vigyori (1968) - Miért is mentem hozzád feleségül? (1970) - Pesti erkölcsök (1970) – Kalauz - Só Mihály kalandjai (1970) - Tizennégy vértanú (1970) - Villa a Lidón (tévésorozat, 1971) (4. részben) - Az 1001. kilométer (1972) - Banán és bukta (1972) - Egy óra - három arc (fefete-fehér, 1972) - Szerelem jutányos áron (1972) - …és a holtak újra énekelnek (1973) - A farkasok (1973) – Kocsmáros - És mégis mozog a föld 2-3. (tévésorozat, 1973) – Joachim - Keménykalap és krumpliorr 1-4. (tévésorozat, 1973) (3. részben) - Lauterburg városparancsnoka (1973) - Lyuk az életrajzon (1973) – Gyászbeszéd felolvasó - Pirx kalandjai 1-5. (tévésorozat, 1973) - Rejtélyes égitest (1973) - Aranyborjú (1974) - Asszony a viharban (1974) - Delila (1974) – Ügyvéd - Ida (1974) | - Ida regénye (1974) - Pocok, az ördögmotoros (tévésorozat, 1974) – Csepes úr (1. részben) - Richard Waverly pere (1974) - Beszterce ostroma (tévésorozat, 1976) (3. részben) - Black Comedy (1976) - Robog az úthenger 1-6. (tévésorozat, 1976) – Német turista - A cárné összeesküvése (1977) – Dobrovolszkij - Az ész bajjal jár (1977) - Bezzeg a Töhötöm (1977) - Félreértett és elhanyagolt gyerekek (ff., magyar ismerett. film, 1977) - Galilei (1977) - Mire megvénülünk 1-6. (tévésorozat, 1977) – Pap (6. részben) - Petőfi (tévésorozat, 1977) (5. részben) - Lear király (1978) - Mednyánszky (1978) – Poligmac gróf - Halál a pénztárban (1979) – Orvos - Ítélet nélkül (1979) - Mesélő városok – 3. rész: Róma (1979) - Nyitott könyv (ff., magyar portréfilm, 1979) - Rablók (1979) - Sándor Mátyás (tévésorozat, 1979) (1. részben) - A farkas (1980) – Pincér - Századunk – Végjáték a Duna mentén 3. – Totális bevetés (tévésorozat, 1980) – von Welchs - A névtelen vár 2-4. (tévésorozat, 1981) - Wagner (tévésorozat, 1981) (1. és 5. részben) - A sárkány menyegzője (1982) - A tenger (tévésorozat, 1982) (3. részben) - A tranzitutas (1982) | - A waterlooi csata (1982) - Csata (fekete-fehér, 1982) - II. József császár (1982) – Holstein - Némafilm (1982) - Zenés TV Színház (1982-1990) - Az operapróba (1982) – Kristóf - Osztrigás Mici (1983) – Étienne - Az öreg gavallér (1990) - Peches ember ne menjen a jégre… (1990) - Lógós (1983) - Mint oldott kéve – 3. rész: Magyarország 1849 (tévésorozat, 1983) - Béla király (1984) - Különös házasság 1-4. (tévésorozat, 1984) - Kémeri 1-5. (tévésorozat, 1985) – Inas - Míg új a szerelem (1985) – Szikár úr - Széchenyi napjai (tévésorozat, 1985) (4. részben) - Zsákutca (1985) - A védelemé a szó (tévésorozat, 1987) – Igazságügyi orvosszakértő (1. részben) - Nyolc évszak 1-8. (tévésorozat, 1987) – Felvételi vizsgáztató (befejező részben) - A törvény szövedéke (1988) - Az angol királynő (1988) - Peer Gynt (1988) - Szomszédok 29–258. (tévésorozat, 1988-1997) – Több szerep - Családi kör (tévésorozat, 1989) (155. részben) - A főügyész felesége (tévéfilm, 1990) - Família Kft. I. (tévésorozat, 1991) - Kis Romulusz (tévésorozat, 1995) (1. részben) - Aranyoskáim (1996) - Kisváros (tévésorozat, 1998-1999) |

## Szinkronszerepei

### Filmek
| Év   | Cím                                                                   | Szereplő                                         | Színész             | Szinkron év |
| ---- | --------------------------------------------------------------------- | ------------------------------------------------ | ------------------- | ----------- |
| 1931 | Amerikai tragédia                                                     | Clyde munkafelvételiztetője                      | N/A                 | 1977        |
| 1931 | Éljen a szabadság!                                                    | N/A                                              | N/A                 | 1983        |
| 1932 | Sanghaj expressz                                                      | N/A                                              | N/A                 | 1980        |
| 1934 | Charlie Chan Londonban                                                | Sir Lionel Bashford, belügyminiszter             | David Torrence      | 1985        |
| 1936 | Szajna-parti szerelem                                                 | Raymond (Tintin)                                 | Raymond Aimos       | 1980        |
| 1940 | A Manderley-ház asszonya                                              | Hotel főpincér                                   | Alphonse Martell    | 1978        |
| 1940 | Boszorkánykonyha                                                      | Mr. Krug                                         | Eduardo Ciannelli   | 1984        |
| 1941 | Modern Pimpernel                                                      | Weber                                            | Ernest Butcher      | 1979        |
| 1942 | Casablanca                                                            | Német bankár, akit Rick nem enged be a kaszinóba | Gregory Gaye        | 1966        |
| 1942 | Lenni vagy nem lenni (2. magyar szinkron)                             | Cunningham őrnagy                                | Miles Mander        | 1979        |
| 1945 | Kék rapszódia                                                         | N/A                                              | N/A                 | 1972        |
| 1946 | Az éjszaka kapui (1. magyar szinkron)                                 | Hajléktalan / A szerencse                        | Jean Vilar          | 1964        |
| 1947 | Bumeráng                                                              | Mr. Johnson, rendőrségi ballisztikai szakértő    | Royal Beal          | 1978        |
| 1947 | Hurrá, tavasz!                                                        | Ivan Nyikolajevics Melnyikov professzor          | Vaszilij Zajcsikov  | 1986        |
| 1950 | A 73-as winchester                                                    | Virgil Earp seriffhelyettes                      | Guy Wilkerson       | 1980        |
| 1950 | Aszfaltdzsungel                                                       | Hardy rendőrfelügyelő                            | John McIntire       | 1979        |
| 1952 | A földkerekség legnagyobb show-ja                                     | Gregory FBI-ügynök                               | Henry Wilcoxon      | 1986        |
| 1953 | A félelem bére (2. magyar szinkron)                                   | N/A                                              | N/A                 | 1970        |
| 1956 | Az ember, aki túl sokat tudott                                        | Igazgatóhelyettes                                | Richard Wattis      | 1986        |
| 1956 | Moby Dick (1. magyar szinkron)                                        | Hajléktalan a kikötőben                          | A. L. Bert Lloyd    | 1971        |
| 1957 | Szoknyás Faust                                                        | N/A                                              | N/A                 | 1989        |
| 1957 | Tizenkét dühös ember (1. magyar szinkron)                             | Nyolcadik esküdt                                 | Henry Fonda         | 1959        |
| 1958 | A nagy családok ember (2. magyar szinkron)                            | Robert de La Monnerie tábornok                   | Jean Murat          | 1980        |
| 1959 | A csikó                                                               | Őrmester                                         | Arkagyij Truszov    | 1984        |
| 1959 | Ballada a katonáról                                                   | A vezérőrnagy szárnysegédje                      | Leonyid Csubarov    | 1960        |
| 1960 | A szép Antonio                                                        | Calderana                                        | Guido Celano        | 1980        |
| 1960 | Aki szelet vet (2. magyar szinkron)                                   | Dr. Britton’s tonikárus a csimpánzzal            | Earle Hodgins       | 1973        |
| 1960 | Mindenki haza (2. magyar szinkron)                                    | N/A                                              | N/A                 | 1982        |
| 1961 | Hány szó kell a szerelemhez?                                          | N/A                                              | N/A                 | 1963        |
| 1962 | A maffia parancsára (2. magyar szinkron)                              | Képviselő                                        | N/A                 | 1978        |
| 1963 | Két pár texasi (1. magyar szinkron)                                   | Képhordók főnöke                                 | N/A                 | 1983        |
| 1963 | Kezek a város felett                                                  | N/A                                              | N/A                 | 1964        |
| 1963 | Madarak                                                               | Al Malone seriffhelyettes                        | Malcolm Atterbury   | 1984        |
| 1963 | Szörnyetegek (1. magyar szinkron)                                     | Hang a TV-ben                                    | N/A                 | 1964        |
| 1964 | Gyilkosság a hajón (1. magyar szinkron)                               | Yacht kapitánya                                  | Peter Madden        | 1987        |
| 1965 | A Crossbow-akció                                                      | N/A                                              | N/A                 | 1978        |
| 1965 | Ebadta kutyakölykök                                                   | Bíró a kutyakiállításon                          | Charles Lane        | 1994        |
| 1965 | Fantomas visszatér                                                    | Miniszter                                        | Robert Le Béal      | 1983        |
| 1965 | Mi újság, cicamica? (2. magyar szinkron)                              | Polgármester                                     | Richard Saint-Bris  | 1990        |
| 1966 | Fantasztikus utazás                                                   | Donald Reid ezredes                              | Arthur O’Connell    | 1983        |
| 1966 | Sógorom, a zugügyvéd (2. magyar szinkron)                             | Abraham Lincoln                                  | John Anderson       | 1976        |
| 1967 | Folytassa, doktor! (1. magyar szinkron)                               | Sam                                              | Harry Locke         | 1970        |
| 1967 | Üldözési mánia                                                        | Őrmester                                         | Georges Montant     | 1988        |
| 1968 | A bostoni fojtogató                                                   | Tévébemondó                                      | John Cameron Swayze | 1970        |
| 1968 | A kicsi kocsi kalandjai (1. magyar szinkron)                          | Rendőr a parkban                                 | Gil Lamb            | 1979        |
| 1968 | Harc Rómáért                                                          | Mesélő (hang)                                    | N/A                 | 1969        |
| 1969 | Elátkozottak (2. magyar szinkron)                                     | N/A                                              | N/A                 | 1978        |
| 1971 | A rend gyilkosai                                                      | Autós férfi                                      | N/A                 | 1972        |
| 1971 | A rendőrség megköszöni (1. magyar szinkron)                           | Rendőr #4                                        | N/A                 | 1973        |
| 1971 | Jelmezbál                                                             | Danzasz ezredes                                  | Henryk Machalica    | 1973        |
| 1972 | Chato földje (1. magyar szinkron)                                     | Joshua Everette                                  | James Whitmore      | 1979        |
| 1972 | Ostromállapot                                                         | Orvos                                            | N/A                 | 1974        |
| 1973 | A Dominici-ügy                                                        | Felügyelő                                        | Paul Crauchet       | 1974        |
| 1973 | Homburg hercege                                                       | A választófejedelem                              | Peter Lühr          | 1978        |
| 1973 | Papírhold (1. magyar szinkron)                                        | Boltvezető                                       | Ralph Coder         | 1980        |
| 1974 | A galamb                                                              | N/A                                              | N/A                 | 1992        |
| 1974 | Alexis különös utazása                                                | Estrivos, a férje                                | Fulbert Janin       | 1982        |
| 1974 | Az előkelő alvilág                                                    | Orvos                                            | N/A                 | 1976        |
| 1974 | Bosszúvágy                                                            | N/A                                              | N/A                 | 1980        |
| 1974 | Don Sebastian alkui                                                   | N/A                                              | N/A                 | 1984        |
| 1974 | Flora                                                                 | Maxton                                           | David Cleeve        | 1980        |
| 1974 | Monte Cristo grófja (1. magyar szinkron)                              | N/A                                              | N/A                 | 1980        |
| 1975 | A Scotland Yard vendége (1. magyar szinkron)                          | Vámtisztviselő                                   | N/A                 | 1976        |
| 1975 | Burattino kalandjai                                                   | N/A                                              | N/A                 | 1980        |
| 1976 | A bíró és a gyilkos (1. magyar szinkron)                              | N/A                                              | N/A                 | 1978        |
| 1976 | A kék madár                                                           | Tölgy                                            | Harry Andrews       | 1978        |
| 1976 | A szerelem és a királynő                                              | Joshua                                           | Peter Sturm         | 1978        |
| 1976 | Blöff (1. magyar szinkron)                                            | Professzor                                       | Attilio Dottesio    | 1977        |
| 1976 | Krock és társa                                                        | Joachim Krock                                    | Adolph Spalinger    | 1979        |
| 1976 | Maraton életre-halálra                                                | N/A                                              | N/A                 | 1985        |
| 1976 | Mario és a varázsló                                                   | Orvos                                            | Jozef Cút           | 1979        |
| 1976 | Mondd, hogy mindent megteszel értem!                                  | Hoteligazgató                                    | N/A                 | 1980        |
| 1976 | Police Python 357                                                     | N/A                                              | N/A                 | 1986        |
| 1977 | A csipkeverőnő                                                        | François apja                                    | Jean Obé            | 1986        |
| 1977 | A dominó-elv                                                          | Banktisztviselő                                  | Farnesio de Bernal  | 1978        |
| 1977 | A vágy titokzatos tárgya                                              | N/A                                              | N/A                 | 1979        |
| 1977 | Csillagok háborúja IV. – Egy új remény (1. magyar szinkron)           | Diszpécser a Halálcsillagon                      | N/A                 | 1984        |
| 1977 | Futárszolgálat                                                        | Titkár                                           | N/A                 | 1979        |
| 1977 | Hétfőkből álló év                                                     | N/A                                              | N/A                 | 1981        |
| 1977 | Júlia                                                                 | N/A                                              | N/A                 | 1979        |
| 1978 | A nagy vonatrablás (1. magyar szinkron)                               | Vasútállomási felügyelő #1                       | N/A                 | 1981        |
| 1978 | Az acélváros titka                                                    | ?                                                | ?                   | 1980        |
| 1978 | Robert és Robert (1. magyar szinkron)                                 | N/A                                              | N/A                 | 1980        |
| 1978 | Rózsaszín párduc 6.: A rózsaszín párduc bosszúja (1. magyar szinkron) | Julio Scallini                                   | Paul Stewart        | 1989        |
| 1979 | A lator                                                               | N/A                                              | N/A                 | 1982        |
| 1979 | Én a vízilovakkal vagyok                                              | Slim-et és Tom-ot letartóztató rendőrkapitány    | Hugh Rouse          | 1987        |
| 1979 | Maradhatok májusig?                                                   | King                                             | Richard Venture     | 1981        |
| 1980 | Paul esete                                                            | N/A                                              | N/A                 | 1983        |
| 1980 | Szuperzsaru                                                           | Pap az esküvőn                                   | N/A                 | 1982        |
| 1981 | A látnok                                                              | Második bíró                                     | Vlastimil Fišar     | 1986        |
| 1981 | Ami elmúlt, elmúlt                                                    | ?                                                | ?                   | 1985        |
| 1981 | Egy zsaru bőréért (1. magyar szinkron)                                | II. világháborús veterán                         | Willy Holt          | 1982        |
| 1981 | Eltűntnek nyilvánítva (1. magyar szinkron)                            | Rojas felügyelő                                  | Félix González      | 1983        |
| 1982 | Bombajó bokszoló                                                      | Sportriporter az első mérkőzésen                 | Mario Mattioli      | 1984        |
| 1982 | Sok pénznél jobb a több                                               | Tudosító                                         | N/A                 | 1984        |
| 1983 | Szenvedély végszóra                                                   | N/A                                              | N/A                 | 1985        |
| 1984 | Marynia                                                               | N/A                                              | N/A                 | 1988        |
| 1987 | Aki legyőzte Al Caponét (1. magyar szinkron)                          | Bíró                                             | Anthony Mockus, Sr. | 1989        |
| 1987 | Holtvágányon                                                          | N/A                                              | N/A                 | 1998        |
| 1989 | Egy nő és három férfi                                                 | Krause                                           | Jochen Thomas       | 1991        |
| 1992 | A dzsentlemanus (1. magyar szinkron)                                  | Van Dyke                                         | Sonny Jim Gaines    | 1994        |
| 1992 | Őrültnek nyilvánítva                                                  | Gold biró                                        | Norman Rose         | 1994        |
| 1995 | Tisztázatlan körülmények                                              | N/A                                              | N/A                 | 1995        |

### Sorozatok
| Év   | Cím                             | Szereplő              | Színész           | Szinkron év |
| ---- | ------------------------------- | --------------------- | ----------------- | ----------- |
| 1969 | Tau bácsi I.                    | Szolga #2             | N/A               | 1980        |
| 1975 | A harmadik határ                | Obersturmfuhrer Lemke | Krzysztof Chamiec | 1975        |
| 1975 | Columbo V. (1. magyar szinkron) | N/A                   | N/A               | 1978        |
| 1977 | Nem kell mindig kaviár          | Felügyelő             | N/A               | 1981        |
| 1985 | Grant kapitány gyermekei        | Tom Austin            | Georgi Sztojanov  | 1989        |
| 1991 | Csengetett, Mylord? III.        | Dolby kapitány        | Maurice Denham    | 1993        |

### Rajzfilmek
| Év   | Cím                      | Szereplő     | Szinkron év |
| ---- | ------------------------ | ------------ | ----------- |
| 1980 | Tizenkét hónap           | Február      | 1982        |
| 1981 | Könyvek könyve I.        | N/A          | 1992        |
| 1985 | Az elsüllyedt világok I. | Diego d’Azan | 1988        |